# Conus stimpsoni
Conus stimpsoni är en snäckart som beskrevs av Dall 1902. Conus stimpsoni ingår i släktet Conus och familjen kägelsnäckor. Inga underarter finns listade i Catalogue of Life.

## Bildgalleri

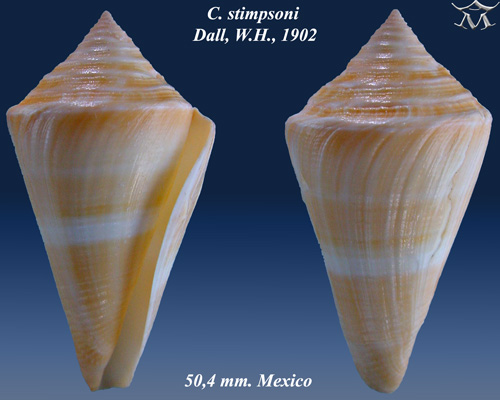